# Curimataú Ocidental
Curimataú Ocidental is een van de 23 microregio's van de Braziliaanse deelstaat Paraíba. Zij ligt in de mesoregio Agreste Paraibano en grenst aan de microregio's Borborema Potiguar (RN), Curimataú Oriental, Brejo Paraibano, Esperança, Campina Grande, Cariri Oriental en Seridó Oriental. De microregio heeft een oppervlakte van ca. 3.878 km². In 2006 werd het inwoneraantal geschat op 110.457.
Elf gemeenten behoren tot deze microregio:
- Algodão de Jandaíra
- Arara
- Barra de Santa Rosa
- Cuité
- Damião
- Nova Floresta
- Olivedos
- Pocinhos
- Remígio
- Soledade
- Sossêgo

Mesoregio's: Agreste Paraibano · Borborema · Mata Paraibana · Sertão Paraibano

Microregio's: Brejo Paraibano · Cajazeiras · Campina Grande · Cariri Ocidental · Cariri Oriental · Catolé do Rocha · Curimataú Ocidental · Curimataú Oriental · Esperança · Guarabira · Itabaiana · Itaporanga · João Pessoa · Litoral Norte · Litoral Sul · Patos · Piancó · Sapé · Seridó Ocidental · Seridó Oriental · Serra do Teixeira · Sousa · Umbuzeiro